# Lumen (đơn vị)
Lumen (ký hiệu: lm) là đơn vị dẫn xuất SI của quang thông, là thước đo tổng lượng ánh sáng khả kiến phát ra từ một nguồn. Thông lượng phát sáng khác với công suất (thông lượng bức xạ) ở chỗ thông lượng phát xạ đó bao gồm tất cả các sóng điện từ phát ra, trong khi thông lượng phát sáng được đo theo mô hình ("chức năng độ sáng") của độ nhạy của mắt người đối với các bước sóng khác nhau. Lumen có liên quan đến lux trong đó một lux là một lumen trên một mét vuông.
Lumen được định nghĩa liên quan đến candela như sau:
1 lm = 1 cd ⋅ sr.
Một không gian đầy đủ có một góc khối của 4π steradian, do đó, một nguồn ánh sáng đều tỏa ra một candela theo mọi hướng có tổng quang thông của 1 cd × 4π sr = 4π cd⋅sr ≈ 12.57 lumens 

## Giải thích
Nếu một nguồn sáng phát ra một candela có cường độ sáng đồng đều trên một góc khối một steradian, thì tổng lượng quang thông phát ra ở góc đó là một lumen (1 cd · 1 sr = 1 lm). Ngoài ra, một nguồn sáng một nến đẳng hướng phát ra một luồng sáng tổng cộng chính xác là 4π lumen. Nếu nguồn được bao phủ một phần bởi một bán cầu hấp thụ lý tưởng, hệ thống đó sẽ tỏa ra một nửa lượng thông lượng phát sáng — chỉ 2π lumen. Cường độ sáng vẫn sẽ là một candela ở những hướng không bị che khuất.
Lumen có thể được coi là tình cờ như một thước đo tổng "lượng" ánh sáng khả kiến trong một số chùm hoặc góc xác định, hoặc phát ra từ một số nguồn. Số lượng candela hoặc lumen từ một nguồn cũng phụ thuộc vào phổ của nó, thông qua phản ứng danh nghĩa của mắt người như được biểu thị trong chức năng độ sáng.
Sự khác biệt giữa đơn vị lumen và lux là lux tính đến diện tích mà thông lượng phát sáng được lan truyền. Một dòng sáng 1000 lumen, tập trung vào diện tích một mét vuông, thắp sáng một mét vuông đó với độ chiếu sáng 1000 lux. 1000 lumens tương tự, trải rộng trên mười mét vuông, tạo ra độ sáng mờ hơn chỉ 100 lux. Về mặt toán học, 1 lx = 1 lm/m².
Một nguồn phát ra công suất một watt ánh sáng có màu mà mắt nhận biết hiệu quả nhất (bước sóng là 555 nm, trong vùng màu xanh lá cây của quang phổ) có quang thông 683 lumens. Vì vậy, một lumen đại diện cho ít nhất 1/683 watt năng lượng ánh sáng khả kiến, tùy thuộc vào sự phân bố quang phổ.

## Thông lượng ánh sáng của đèn

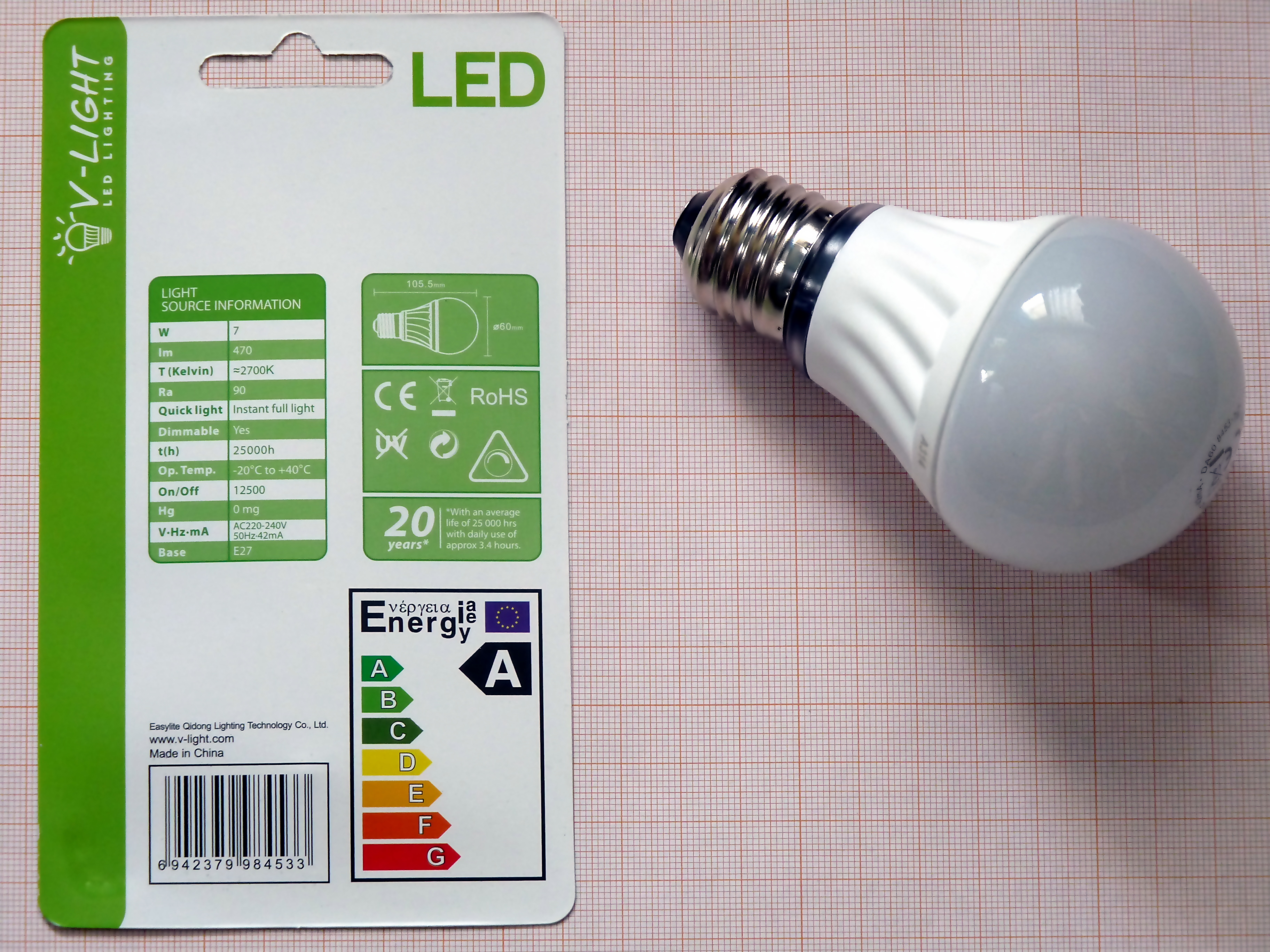
Một đèn LED tiêu chuẩn có khả năng sản xuất 470 lumens. Nó tiêu thụ khoảng một phần sáu năng lượng của một bóng đèn sợi đốt tạo ra cùng một thông lượng ánh sáng.

Đèn được sử dụng để chiếu sáng thường được dán nhãn với sản lượng ánh sáng của chúng bằng lumen; trong nhiều khu vực pháp lý điều này do pháp luật bắt buộc. Ví dụ, vào ngày 1 tháng 9 năm 2010, luật pháp của Liên minh Châu Âu có hiệu lực bắt buộc các thiết bị chiếu sáng phải được dán nhãn chủ yếu theo thông lượng phát sáng (lm), thay vì năng lượng điện (W). Thay đổi này là kết quả của chỉ thị EuP (Tiếng Anh: EU's Eco-design Directive for Energy-using Products) của Liên minh này. Theo tiêu chuẩn của Liên minh Châu Âu, một bóng đèn tiết kiệm năng lượng tự nhận là tương đương với bóng đèn wolfram 60 W phải có công suất ánh sáng tối thiểu là 700–750 lm.
Một đèn huỳnh quang compact xoắn ốc 23 W phát ra khoảng 1400-1600 lm. Nhiều đèn huỳnh quang compact và các nguồn sáng thay thế khác được dán nhãn là tương đương với bóng đèn sợi đốt với công suất cụ thể. Dưới đây là bảng hiển thị thông lượng phát sáng điển hình cho bóng đèn sợi đốt thông thường và tương đương của chúng. 
| Sản lượng ánh sáng tối thiểu (lumens) | Tiêu thụ điện năng (watts) | Tiêu thụ điện năng (watts) | Tiêu thụ điện năng (watts) |
| Sản lượng ánh sáng tối thiểu (lumens) | Sợi đốt (không halogen)    | Huỳnh quang compact        | Đèn LED                    |
| ------------------------------------- | -------------------------- | -------------------------- | -------------------------- |
| 200                                   | 25                         | 3-5                        | 3                          |
| 450                                   | 40                         | 9 -11                      | 5 -8                       |
| 800                                   | 60                         | 13 -15                     | 8 -12                      |
| 1.100                                 | 75                         | 18-20                      | 10 -16                     |
| 1.600                                 | 100                        | 24-28                      | 14 -17                     |
| 2.400                                 | 150                        | 30-52                      | 24-30                      |
| 3.100                                 | 200                        | 49                         | 32                         |
| 4.000                                 | 300                        | 75-100                     | 40,5                       |